# MPTP
MPTP (4-fenyl-1-methyl-1,2,3,6-tetrahydropyridin) je organická sloučenina fungující jako prekurzor neurotoxinu MPP+, který v mozku poškozuje dopaminergní neurony v substantia nigra a způsobuje tak příznaky odpovídající Parkinsonově nemoci. Používá ve výzkumu této nemoci na zvířecích modelech.
Samotný MPTP nemá psychoaktivní účinky, může ale nechtěně vznikat při výrobě MPPP, syntetického opioidu s účinky podobnými morfinu a pethidinu. Vyvolávání parkinsonovských příznaků MPTP bylo objeveno po neúmyslném vstříknutí znečištěného MPPP.

## Toxicita
Injekční podání MPTP způsobí prudký rozvoj příznaků Parkinsonovy nemoci, často se tak stává u uživatelů MPPP obsahujícího příměs MPTP.
Samotný MPTP není toxický, a jako lipofilní látka může projít hematoencefalickou bariérou. Poté co se dostane do mozku je MPTP přeměněn působením monoaminoxidázy B gliových buněk (konkrétně astrocytů) na toxický kation MPP+ (1-methyl-4-fenylpyridinium). MPP+ nejvíce ničí dopaminergní neurony v části substantia nigra nazývané pars compacta. MPP+ interaguje s komplexem I elektronového transportního řetězce, součástí mitochondriálního metabolismu, což způsobuje buněčnou smrt a vyvolává tvorbu volných radikálů, které dále přispívají k poškozování buněk.
Protože MPTP není toxický přímo, tak lze následky otravy touto látkou potlačit podáním inhibitorů monoaminoxidázy, jako je selegilin. Tyto inhibitory brání metabolizování MPTP na MPP+ inhibicí monoaminoxidázy B.
Dopaminergní neurony jsou k působení MPP+ náchylné selektivně, protože vykazují zpětný příjem dopaminu řízený DAT, který má vysokou afinitu i k MPP+.
Dopaminový transportér odstraňuje přebytek dopaminu v synapsích a přemisťuje jej zpět do buňky. Tato vlastnost se objevuje u VTA i SNc neuronů, VTA neurony ale brání působení MPP+ expresí kalbindinu. Kalbindin reguluje dostupnost Ca2+ v buňce, ale nepůsobí v SNc neuronech.
Hlodavci jsou oproti primátům na působení MPTP náchylní mnohem méně; na krysy tato látka téměř nepůsobí. U myší probíhá buněčná smrt pouze v substantia nigra, ale parkinsonovské příznaky se neobjevují; ale novější studie naznačují, že MPTP u nich tyto příznaky (obzvláště chronické) může vyvolávat. Předpokládá se, že tento jev způsobují nižší hladiny MAO-B v mozkových vlásečnicích hlodavců.

## Výroba a použití
MPTP byl poprvé sayntetizován v roce 1947, a to jako analgetikum, reakcí fenylmagnesiumbromidu s 1-methylpiperidin-4-onem. Byl používán na léčbu několika nemocí, ale testy byly zastaveny po objevu parkinsonovských příznaků u opic. Při jednom z testů došlo k úmrtím dvou ze šesti lidí, kterým byl MPTP podán.
MPTP se využívá v laboratořích jako meziprodukt; chlorid jeho metabolitu MPP+, cyperquat, se používal jako herbicid, jež byl však nahrazen podobnou látkou paraquatem.